# Ramona Pop

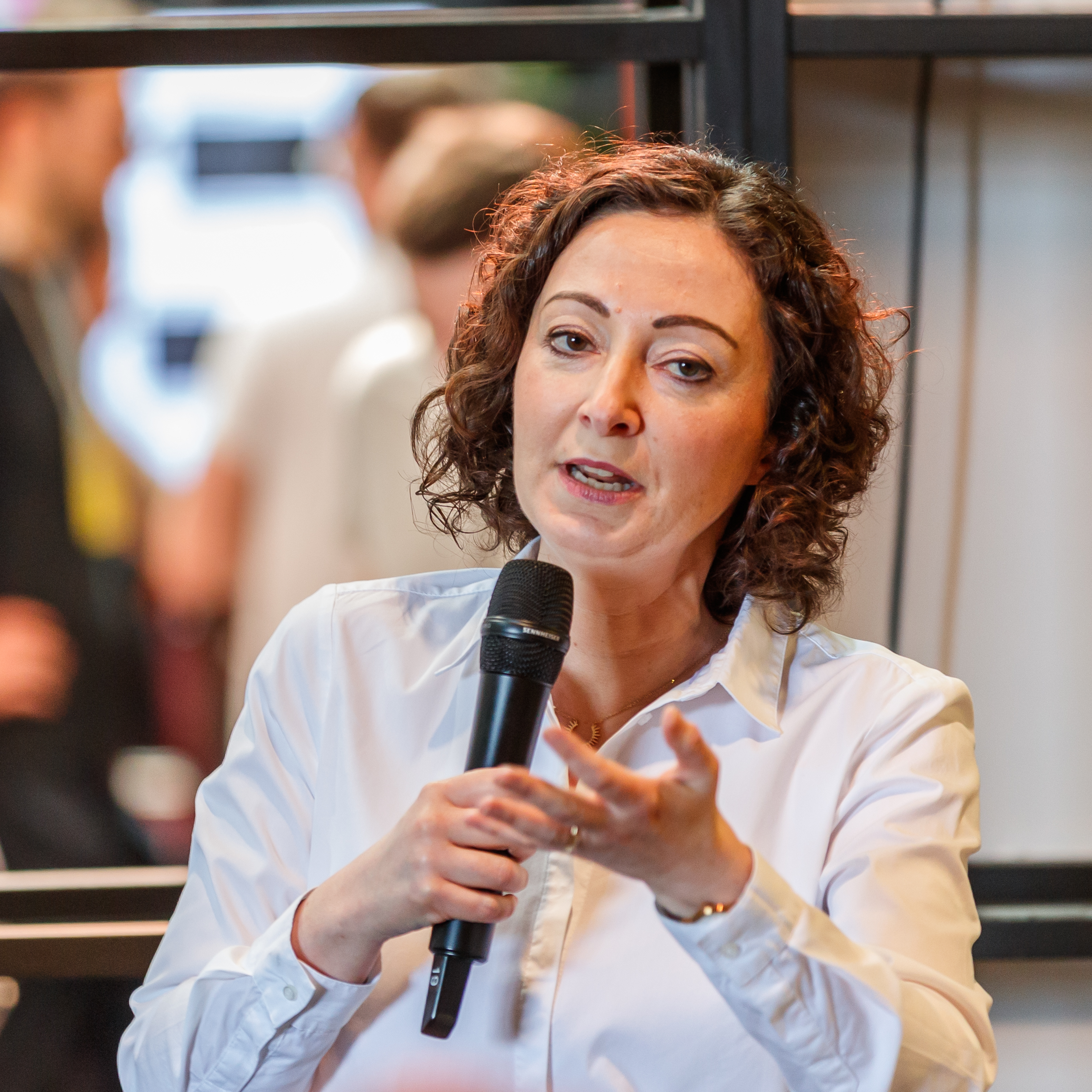
Ramona Pop (2023)

Ramona Pop (* 31. Oktober 1977 in Temeswar, Rumänien) ist eine rumänisch-deutsche Politikerin (Bündnis 90/Die Grünen). Sie war von 2016 bis 2021 Bürgermeisterin von Berlin im Senat Müller II sowie Senatorin für Wirtschaft, Energie und Betriebe. Seit Juli 2022 ist sie Vorständin des Verbraucherzentrale Bundesverbandes.

## Leben
Ramona Pops Familie mütterlicherseits gehört zu den Banater Schwaben. Mit ihrer Mutter und den Großeltern zog sie 1988, fünf Jahre nach Bewilligung eines Aussiedlungsantrags, von Rumänien nach Münster, wo ihr Onkel lebte. Von ihrem rumänischen Vater, der nicht ausreisen wollte, ließ sich die Mutter, eine Chemie-Ingenieurin, zuvor scheiden. Von einer Mädchenschule wechselte Pop an das Wilhelm-Hittorf-Gymnasium und bestand dort 1997 das Abitur. Danach studierte sie bis 2003 an der Westfälischen Wilhelms-Universität in Münster und der Freien Universität Berlin Politikwissenschaft und schloss ihr Studium am Otto-Suhr-Institut als Diplom-Politologin ab. Pop besitzt die rumänische und die deutsche Staatsangehörigkeit. Sie war mit dem früheren Senatssprecher Bernhard Schodrowski (CDU) liiert.
Seit 1997 ist Ramona Pop Mitglied bei Bündnis 90/Die Grünen. In der Partei hatte sie verschiedene Ämter inne. Sie war von 1998 bis 2000 Kreisvorstandsmitglied in Münster und von 2000 bis 2001 Bundessprecherin der Grünen Jugend.
Am 1. Juli 2022 übernahm sie den Vorsitz des Verbraucherzentrale Bundesverbands.

## Abgeordnete
Von November 2001 bis Dezember 2021 war sie Mitglied des Berliner Abgeordnetenhauses (MdA), zuerst als jugendpolitische Sprecherin der Fraktion, dann als stellvertretende Fraktionsvorsitzende und arbeitsmarktpolitische Sprecherin.
Im Oktober 2009 wurde sie zur Nachfolgerin der aus Altersgründen zurückgetretenen Fraktionsvorsitzenden Franziska Eichstädt-Bohlig gewählt und bildete bis zum Ende der 16. Legislaturperiode (2011) mit Volker Ratzmann eine Doppelspitze. Im September 2011 errang sie bei der Abgeordnetenhauswahl in Berlin das Direktmandat im Wahlkreis Mitte 1. Pop und Ratzmann wurden zunächst als Fraktionsvorsitzende wiedergewählt. Nach dem Rücktritt Volker Ratzmanns vom Fraktionsvorsitz am 15. November 2011 übte Pop die Funktion zunächst allein aus. Von Oktober 2012 bis 2016 bestand an der Fraktionsspitze eine Doppelspitze aus Ramona Pop und Antje Kapek. Für die Berlin-Wahl im September 2016 stand sie auf Platz eins der Landesliste, die Grünen traten allerdings als Viererteam aus der Partei- und Fraktionsspitze an.

## Bürgermeisterin und Senatorin für Wirtschaft, Energie und Betriebe
Pop war seit dem Eintritt in den Senat Müller II als Senatorin und Bürgermeisterin von Amts wegen Aufsichtsratsvorsitzende der Berliner Stadtreinigung, der Berliner Verkehrsbetriebe und der Berliner Wasserbetriebe. Sie war Verwaltungsratsvorsitzende der Investitionsbank Berlin, Aufsichtsratsmitglied der Messe Berlin und Berlin Partner für Wirtschaft und Technologie sowie Mitglied des Bundesrats.
Sie verzichtete trotz Eintritts in den Senat Müller II und eines Parteitagsbeschlusses der Grünen zur Trennung von Amt und Mandat nicht auf ihr Abgeordnetenmandat. Als Senatorin konnte sie daher in dieser Legislaturperiode in keinem Fachausschuss des Abgeordnetenhauses von Berlin Mitglied sein.
Mit dem Amtsantritt des Senats Giffey am 21. Dezember 2021 schied sie aus dem Amt aus und zog sich aus der Landespolitik zurück.